# Mimosa ramulosa
Mimosa ramulosa är en ärtväxtart som beskrevs av George Bentham. Mimosa ramulosa ingår i släktet mimosor, och familjen ärtväxter. Inga underarter finns listade i Catalogue of Life.